# Freaks
「Freaks」（フリークス）は、新しい学校のリーダーズとWarren Hueのコラボレーション楽曲。2021年3月2日に配信限定シングルとしてリリースされた。

## 概要
88risingより世界デビューを果たした前作「NAINAINAI」から約1か月後のリリース。ジャカルタのラッパーであるWarren Hueとのコラボレーション曲となっている。プロデュースはアメリカ西海岸の鬼才・Claude VonStrokeが担当。
「Freak」は奇人、気まぐれ、熱狂者、麻薬常用者などを意味する単語。ミュージック・ビデオではメンバーたちが倉庫のような建物の中にある稽古場で力士と戦っている。最初は張り手によって押されるも、扇子、手裏剣、鉤爪で対応し倒している。登場する力士は十両・博乃打(ばくのうち)、前頭・鬼怒鵬(おにどほう)、関脇・不死ノ里(ふじのさと)、大関・羅須穂州(らすぼす)の四股名が確認できる。